# 회색딱새

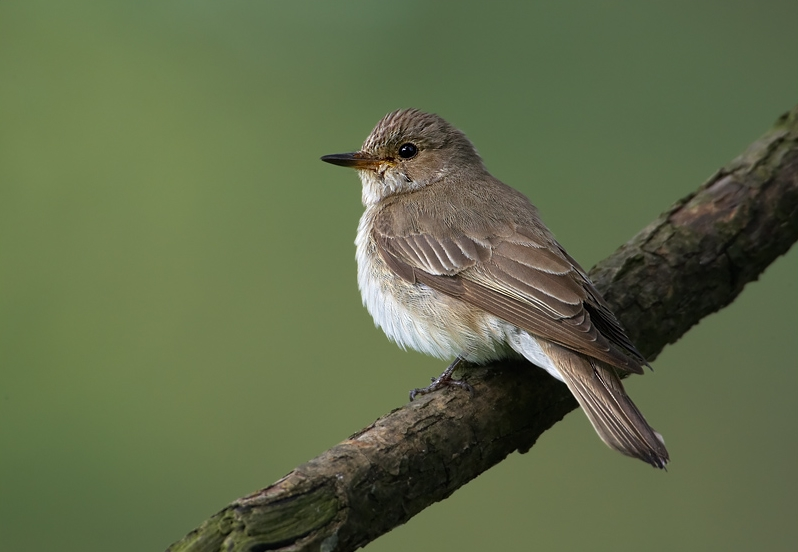

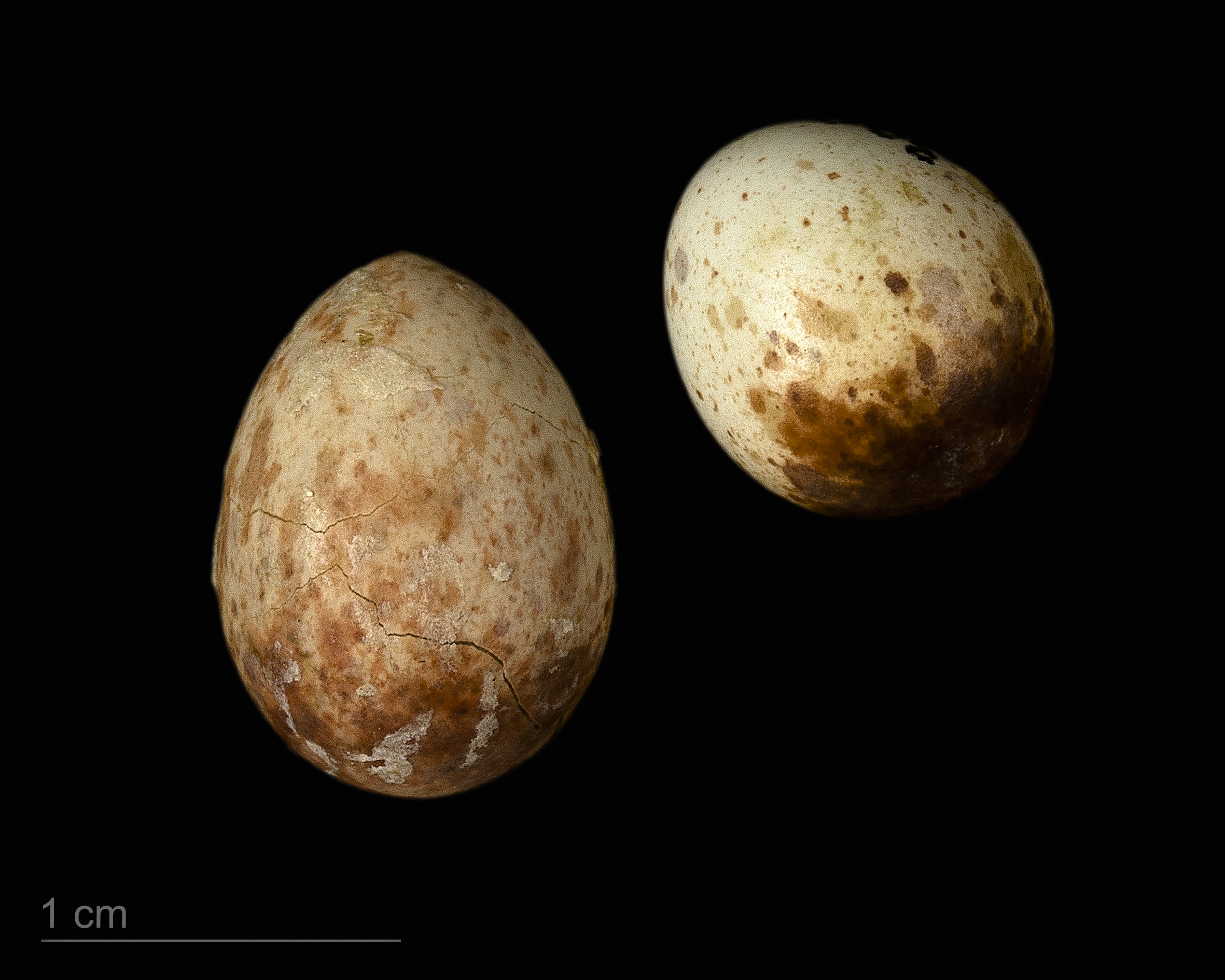
Muscicapa striata striata

회색딱새(Spotted flycatcher, Muscicapa striata)는 딱새과 참새목에 속하는 작은 새이다. 유럽 대부분 지역과 구북구에서 시베리아에 이르는 지역에 서식하며 아프리카와 아시아 남서부로 겨울을 나는 철새이다.
날개와 꼬리가 긴 새이다. 성체는 윗부분이 회갈색이고 아랫부분이 흰색이다. 다리는 짧고 검은색이며 부리는 검은색이다.

## 아종
- M. s. striata (Pallas, 1764)
- M. s. inexpectata Dementiev, 1932
- M. s. neumanni Poche, 1904
- M. s. sarudnyi Snigirewski, 1928
- M. s. mongola Portenko, 1955